# Вальце
Вальце (пол. Walce) — село в Польщі, у гміні Вальце Крапковицького повіту Опольського воєводства.
Населення — 1892 особи (2011).

## Демографія
Демографічна структура станом на 31 березня 2011 року:
|          | Загалом | Допрацездатний вік | Працездатний вік | Постпрацездатний вік |
| -------- | ------- | ------------------ | ---------------- | -------------------- |
| Чоловіки | 918     | 176                | 629              | 113                  |
| Жінки    | 974     | 140                | 621              | 213                  |
| Разом    | 1892    | 316                | 1250             | 326                  |